# Ballota
Ballota (cimiciotta o marrubio) è un genere di piante della famiglia Lamiaceae. Comprende circa 35 specie, originarie delle regioni temperate dell'Europa, Africa settentrionale e Asia occidentale, con una biodiversità massima nella regione mediterranea. La specie tipo è Ballota nigra.
In genere è parafiletico e probabilmente verrà ridefinito. È strettamente collegato ai generi Molucella e Marrubium. Alcune delle sue specie in precedenza facevano parte del genere Marrubium.
Le specie di Ballota sono usate come cibo dalle larve di alcuni lepidotteri come Coleophora ballotella, Coleophora lineolea e Coleophora ochripennella.